# Corentin Fila
Corentin Fila (Parigi, 28 settembre 1988) è un attore francese.

## Biografia
Figlio di una insegnante francese e del regista franco-congolese David-Pierre Fila, Corentin ha ottenuto una laurea in economia all'Università di Parigi-Cartesio mentre faceva il modello  . 
A 23 anni, è stato colpito dalla visione di The Suit, un'opera di Peter Brook interpretata da attori sudafricani, e ha deciso di intraprendere la professione di attore, entrando nel Cours Florent nel 2012  . 
Notato da André Téchiné durante un casting per il suo film Quando hai 17 anni, girato nel 2015, Corentin Fila interpreta uno dei ruoli principali, Thomas, studente delle superiori di giorno, allevatore di notte, al fianco di Kacey Mottet Klein (Damien) e Sandrine Kiberlain (Marianne). 
Nel 2017 è stato candidato, insieme a Kacey Mottet Klein, al Premio César per la migliore promessa maschile in Quando hai 17 anni.

## Filmografia
- 2016: Quando hai 17 anni di André Téchiné: Thomas
- 2017: Pazienti di Grand Corps Malade e Mehdi Idir: uno dei giocatori di basket
- 2017: Il complicato mondo di Nathalie di David e Stéphane Foenkinos: Félix
- 2017: Un'educazione parigina di Jean-Paul Civeyrac: Mathias
- 2017: Life in front of them di Gabriel Aghion (serie TV): Fadi
- 2018: Volontario di Hélène Fillières: il guardiamarina Dumont
- 2019: Mortale di Frédéric Garcia (serie Netflix): Dio obbedisce
- 2021: Fantasie (Les Fantasmes), regia di David e Stéphane Foenkinos (2021)

## Doppiatori italiani
- Federico Bebi in Quando hai 17 anni
- Andrea Oldani in Il complicato mondo di Nathalie
- Stefano Dori in Mortale
- Danny Francucci in Fantasie